# Множествена склероза
Множествената склероза (Encephalomyelitis disseminata, известна още и като Дисиминативна склероза или съкратено МС) е автоимунно възпалително невродегенеративно хронично заболяване с неизяснена етиология и вероятна генетична предразположеност. Като ключов фактор в развитието ѝ могат да бъдат факторите на околната среда и инфекциозни причинители. МС засяга мастната миелинова обвивка на аксоните на човешкия главен и гръбначен мозък. Това причинява демиелинизация и образуването на лезии в мозъка, което води до широк спектър от признаци и симптоми. Заболяването се развива най-често в ранните години на зрелостта, като се среща по-често при жените. Разпространението му варира в широки граници между 2 до 150 болни на 100 000 души. МС е описана за първи път през 1868 г. от Жан Шарко.
Множествената склероза засяга способността на нервните клетки на главния и гръбначния мозък да комуникират помежду си. Нервните клетки комуникират като си изпращат електрически сигнали наречени потенциал на действие по своите дълги израстъци наречени аксони, които са обгърнати от изолираща субстанция – миелин. При МС собствената имунна система атакува и унищожава миелиновото покритие. Когато миелинът бъде загубен, аксоните не могат да провеждат ефективно сигналите. Името Multiple sclerosis идва от склеротирането (образуването на плаки или лезии) в бялото мозъчно вещество на главния и гръбначния мозък, което е изградено предимно от миелин. Въпреки обширните познания за протичането и прогресирането на заболяването пусковият механизъм остава неизвестен. Различни теории предлагат като причини генетичната предиспозиция или инфекция, както и влиянието на рискови фактори от обкръжаващата среда.
Почти всички неврологични симптоми могат да съпровождат заболяването, като често се стига до физическа и ментална инвалидизация. МС има няколко форми. Новите симптоми се появяват като дискретни атаки (пристъпна форма) или бавно се натрупват с времето (прогресивна форма). В периодите между пристъпите симптомите може да изчезват напълно, но често се явяват трайни неврологични проблеми, особено с напредване на болестта.
Не съществува познато лекарство за множествена склероза. Лечението е насочено към възстановяване на функциите след пристъп, превенция от нови пристъпи и предотвратяване на трайната инвалидизация. Медикаментите използвани за лечение на МС могат да имат негативен ефект или да са слабо поносими от пациентите. Въпреки липсата на подкрепящи научни изследвания много от заболелите се насочват към алтернативни методи на лечение. Трудно е да се прави прогноза. Тя зависи от формата на заболяването, индивидуалните характеристики и особености на болния, от началните симптоми, както и от степента и темпа на развитие и инвалидизация. Средната продължителност на живот при засегнатите пациенти е с 5 до 10 години по-ниска от останалата част на населението.

## Класификация
Съществуват няколко вида или модела на прогресиране на множествената склероза. Определянето на вида ѝ се базира на последните тенденции в развитието на болестта и се използва за прогнозиране на бъдещото развитие. То е важно не само за прогнозирането, но и за назначаването на подходящо лечение. През 1996 г. Националното дружество по множествена склероза на САЩ стандартизира четири форми на заболяването:
1. Пристъпно-ремитентна;
2. Вторично прогресивна;
3. Първично прогресивна;
4. Пристъпно-прогресивна.

Пристъпно-ремитентната форма се характеризира с рецидиви, които не могат да се предвидят, следвани от относително спокойни периоди от няколко месеца и дори години на ремисия, без нови симптоми и патофизиологична активност. Симптомите появили се по време на кризата може да отшумят или да оставят трайни последствия, като вторият случай зачестява с напредване на болестта. Пристъпно-ремитентната форма е началната форма на болестта при 80% от пациентите. Когато симптомите винаги отшумяват след рецидив, някои автори говорят за доброкачествена МС, въпреки че с течение на времето се натрупват някои от симптомите. Понякога пристъпно-ремитентната форма започва с клинично изолиран синдром (КИС). При КИС пациентите симптоматиката сочи към демиелинизация, но не покрива критериите за множествена склероза. Все пак само 30 до 70% от хората претърпели КИС развиват МС впоследствие.
Вторично прогресивната форма на МС (наричана още скоротечна или галопираща) се развива при около 65% от пациентите с пристъпно-ремитентната форма. Характеризира се с постепенно влошаване на неврологичното състояние, като не се наблюдават ясно отличими периоди на ремисия. Понякога се наблюдават случайни рецидиви или слаби ремисии. Средно периодът между началото на заболяването под пристъпно-ремитентната форма до достигане на вторично прогресивна форма е 19 години.
Първично прогресивната форма се среща при приблизително 10 – 15% от индивидите и се характеризира с липсата на ремисии след началните симптоми на МС. Типично за тази форма е постепенното засилване на симптомите от началото на болестта, липсата или наличието на спорадични и съвсем слаби ремисии и подобрение на състоянието. Възрастта на разболяване от първично прогресивна форма е по-висока от тази за пристъпно-ремитентната форма, но близка до средната възраст на преминаване на пристъпно-ремитентната форма във вторично прогресивна. И в двата случая това се случва на възраст около 40 години.
Пристъпно-прогресивната форма е най-рядко срещаната и се характеризира с прогресивно влошаване на клиничната картина, но и наличието на релапси.

Срещат се и редица атипични форми на МС, които нямат стандартната клинична картина. Такива са оптикомиелит, концентрична склероза на Бало, дифузна миелокластна склероза (болест на Шилдер) и остра множествена склероза наричана и злокачествена множествена склероза. Съществува спор между учените дали това са форми на МС или отделни заболявания. МС се развива и по различен начин при децата като е необходимо повече време за достигане на прогресивната фаза. Въпреки това те я достигат при по-ниска средна възраст от възрастните.

## Епидемиология
Основните критерии за оценка при епидемиологията на МС са два: заболеваемост и разпространение.
Заболеваемостта представлява количеството нови случаи на определен брой хора за даден период от време (обикновено нови случаи на сто хиляди души за една година).
Разпространението представлява общия брой болни в популацията в даден момент. Зависи не само от количеството нови случаи, но и от степента на преживяемост и миграцията на засегнатите индивиди. МС има разпространение, което силно варира, 2 до 150 на 100 000, в зависимост от държавата и спецификите на популацията. Изследванията на популационните и географските особености на епидемиологичния профил на МС са широко застъпени и са довели до създаването на различни теории за етиологията на болестта.
МС обичайно се появява в периода на ранната зрелост, около тридесетте, но може да се развие и още в детството. Първично прогресивната форма е по-обичайна за хора навлезли в петдесетте години на живота си. Както при повечето автоимунни заболявания и МС покосява по-често жените, като тази тенденция може да се засилва. При децата половият фактор е още по-силно изразен, докато при хора преминали петдесет години МС засяга двата пола почти с еднаква честота.
Наблюдава се силно изразен градиент на заболеваемостта по отношение на географската ширина. Така при екватора МС се среща най-рядко като честотата се увеличава по посока на полюсите. Климат, слънчева светлина и витамин D са сред потенциалните фактори изследвани като вероятни причини за наличието на този географски градиент. Съществуват и изключения от зависимостта север-юг, както и изменения в нивото на разпространения във времето, като е възможно тази тенденция изобщо да изчезне. Това показва, че другите фактори като обкръжение и генетични особености трябва да се вземат предвид при обяснението за причините за МС. МС е много по-често срещана при популации от северно-европейци. Даже в области, където МС е по-често срещана някои етнически групи са в нисък риск от развитие на болестта: саами, туркмени, индианци, канадски хутерити, африканци и маори.
Факторите на средата по време на детството могат да окажат съществена роля в развитието на МС по-нататък в живота. Няколко изследвания на мигранти показват, че ако миграцията е осъществена преди петнадесетата годишнина, мигрантът придобива предразположението, характерно за новия регион. Ако миграцията е осъществена след петнадесетата година обаче, мигрантът запазва податливостта, характерна за родния му регион. Установена е връзка между сезона на раждане и развиването на МС, което подкрепя теорията за връзка със слънчевата светлина и витамин D. Така например през ноември са родени по-малко хора с МС отколкото през май.

## Причини
Множествената склероза вероятно е резултат от комбинацията на различни фактори: генетична предиспозиция, инфекциозни процеси и влияние на средата. Много вероятно и други предпоставки като съдови проблеми също да допринасят за развитието ѝ.

### Генетични
Множествената склероза не е генетично заболяване, но различни генетични вариации определят по-висок риск от развитието на болестта.
Рискът за развитие на заболяването е по-висок при роднини на болни, в сравнение с общата популация, особено в случаите, когато става въпрос за брат/сестра, родители или деца. 20% от заболелите имат пряка роднинска връзка. При еднояйчни близнаци само в 35% от случаите и двата заболяват, като този процент пада до 5% при обикновените братя и сестри и е по-нисък при полубратята (-сестрите). Това сочи за полигенно обусловена податливост.
Изглежда МС е по-разпространена при определени етнически групи, най-вече от европеидната раса.
Освен наличието на фамилна обремененост са установени определени гени свързани със заболяването от МС. Вариации със системата на човешкия левкоцитен антиген (HLA) (група от гени в хромозома шест, обуславящи главния комплекс за тъканна съвместимост при човек) повишават шанса за развитие на МС. Най-достоверното откритие е за връзка между множествената склероза и алелите за MHC HLA-DR15 и HLA-DQ6. Установено е, че други локуси като HLA-C554 и HLA-DRB1*11 имат протективен ефект.

### Външни фактори
Различни фактори на средата, инфекциозни и неинфекциозни, се явяват рискови по отношение развитието на МС. Въпреки че някои от тях са манипулируеми, са необходими още много изследвания, особено клинични изпитания, за да се установи, дали тяхното отстраняване може да спомогне за превенцията на МС.
- МС е по-често срещана с отдалечаване от екватора, макар да има и изключения.[1]
- Намаленото излагане на слънчева светлина повишава риска от заболяване.[14] Предполага се, че биологичният механизъм на повишения риск е обусловен от намалената продукция на витамин D при намалено излагане на слънце.[14][15][21]
- Силният и перманентен стрес също е фактор, макар доказателствата в тази насока да са немного.[14]
- Пушенето е рисков фактор за развитие на МС.[15]
- Установена е връзка с различни професионални вредни среди и излагането на токсини (най-вече разтворители).[14]
- Ваксинирането може да бъде фактор повлияващ развитието на МС, макар че повечето изследвания отричат такава връзка.[14][22][23][24][25]
- Хронична гръбначномозъчна венозна недостатъчност.[26][27]
- Диета.[28]
- Прием на хормони.[15]

При болни от МС се наблюдава статистически значимо (в сравнение с общата популация) по-ниска заболеваемост от подагра, като са установени по-ниски нива на пикочна киселина при пациентите с МС в сравнение със здравите индивиди. Това води до хипотезата, че пикочната киселина протектира от развитие на МС, но точният механизъм остава неизвестен.

### Инфекции
За много микроорганизми има сведения, че е възможно да имат отношение към развитието на МС, но няма твърди доказателства в тази насока
Генетичните фактори са в състояние да обяснят някои от географските и епидемиологични особености в разпространението на МС, като високата честота при някои семейства и намаляването на риска с увеличаване на генетичната дистанция. Те обаче не дават обяснение на други феномени, като промяната на риска от заболяване при миграция в ранна възраст. Обяснение на този епидемиологичен факт може да бъде инфекция причинена по-скоро от широко разпространен патоген отколкото от рядко срещан. Съществуват различни хипотези обясняващи как точно се случва това.
- Хигиенната хипотеза предлага, че излагането на някои инфекциозни агенти в ранна възраст има предпазващ ефект, докато развитието на МС е следствие на срещата на организма с тези агенти в по-късен етап от развитието.[1]
- Хипотезата за често срещания патоген предлага, че заболяването се отключва от патоген широко разпространен в регионите с повишено ниво на МС. Този патоген е често срещан и при повечето индивиди присъства асимптомно за дълго време. При много малък брой от случаите и след много години предизвиква започването на процес на демиелинизация.[5][13]

Хигиенната теория се радва на повече поддръжници и е по-добре приета.
Съществуват известни доказателства подкрепящи теорията за участие на вируси като иницииращи фактори: (1) наличие на олигоклонални клъстери от антитела в мозъка и ликвора на повечето пациенти, (2) връзка на някои вируси с процеса на демиелинизация, (3) инициация на демиелинизацията при опитни животни чрез вирусна инфекция. Групата на човешките херпес вируси (Herpesviridae) е кандидат за вируси свързани с развитието на МС. При индивиди, които никога не са били инфектирани с вирус на Епщайн – Бар, има намален риск от заболяване, а при тези инфектирани в ранните години на зрелостта рискът е значително по-висок отколкото при заразените по време на детството.
Други вируси, за които съществуват данни, че имат отношение към развитието на МС, са вирусите на морбили, заушка и рубеола.

## Патофизиология

### Увреждане на кръвно-мозъчната бариера
Кръвно-мозъчната бариера е капилярна система, която възпрепятства нахлуването на компоненти на имунната система в нервната система. Кръвно-мозъчната бариера нормално е непропусклива за T-клетките, освен при вирусни инфекции, които намаляват целостта на плътните клетъчни контакти (zonula occludens) образуващи бариерата. Когато бариерата бъде възстановена, след отстраняване на инфекцията и вирусите, T-клетките се оказват хванати в мозъка.

### Автоимунитет
Понастоящем е прието, че МС е имуномедиирано заболяване, последствие от сложни взаимодействия на индивидуални генетични особености и все още не напълно идентифицирани фактори от обкръжаващата среда. Уврежданията са резултат от дейността на собствената имунна система на пациента. Имунната система атакува нервната, като това може да е следствие от експозицията на молекула със структура подобна на тази на собствена молекула (молекулна мимикрия).
Лезии
Лезиите при МС най-често засягат бялото мозъчно вещество в зоните близо до мозъчните стомахчета на малкия мозък, ствола, базалните ганглии и гръбначния мозък, както и оптичния нерв. Функцията на бялото мозъчно вещество е да предпазва аксоните на невроните, както и да осигурява изолация при протичането на нервния импулс. Периферната нервна система се засяга по-рядко.
При МС се унищожават олигодендроцитите, клетките отговорни за изграждането и поддържането на мастния миелинов слой, който спомага за пренасянето на електрическите импулси по невроните. МС води до изтъняване, а впоследствие и на загуба на миелиновия слой, което е последвано и от загубата на аксоните с напредване на болестта. След разрушаването на миелиновата покривка невроните не могат да провеждат ефективно нервните сигнали. В ранните фази от болестта съществува процес на регенерация, наричан ремиелинизация, но олигодендроцитите не са в състояние да възстановят миелиновия слой напълно. Повтарящите се атаки водят до все по-слаба ремиелинизация, докато не се образуват плаки (лезии) около увредените аксони. Съществуват различни модели на формиране на лезиите.
Възпаление
Освен от демиелинизацията друг патологичен отличителен белег на болестта е възпалението. Според имунологичното обяснение на МС възпалителният процес е причинен от T-клетките, вид лимфоцити. Лимфоцитите са клетки, които играят важна роля в защитните сили на организма. При МС, T-клетките влизат в мозъка през кръвно-мозъчната бариера. Данните от животински модели също така сочат и известна роля на B-клетки в допълнение на T-клетките в развитието на болестта.
T-клетките разпознават миелина като чужд за организма антиген и го атакуват така, сякаш е вирус. Това води до възпалителни процеси, стимулиране на други имунни клетки и разтворими фактори като цитокини и антитела. Пробивът в кръвно-мозъчната бариера от своя страна води до редица други вредни ефекти като оток, активирането на макрофаги и цитокини и други деструктивни протеини.

## Признаци и симптоми
Множествената склероза може да има най-различни неврологични симптоми: промени в сензитивността (хипестезия), мускулна слабост, мускулни спазми, затруднено движение; трудности при координация и баланс; проблеми с говора (дизартрия) и преглъщането (дисфагия), зрителни проблеми (нистагмус), възпаление на очния нерв, фосфен или диплопия), лесна уморяемост, остър или хроничен болков синдром, проблеми с уринирането и дефекацията, намаляване на познавателната способност или емоционална нестабилност (най-вече депресия). Основният начин за оценка на прогреса на инвалидизация и засилване на симптомите е Скалата за оценка на инвалидния статус.
Началните симптоми обикновено са преходни, слаби и ограничени. Те често не са повод за търсене на медицинска помощ и обикновено се установяват ретроспективно едва след няколко атаки, когато диагнозата е вече поставена. Най-честите начални симптоми са: промени в осезанието на ръцете, краката или лицето (33%), частична или пълна загуба на зрение (възпаление на очния нерв) (20%), слабост (13%), двойно виждане (7%), нестабилност при вървене (5%), проблеми с баланса (3%); в много редки случаи като начални симптоми са установени афазия или психоза. Петнадесет процента от пациентите имат множество симптоми когато търсят за пръв път медицинска помощ.

### Пикочна система
Проблеми с пикочната система и уринирането имат 70 – 80% от пациентите с МС. Тези проблеми оказват съществено влияние както върху хигиенните навици, така и върху социалния живот.Основните проблеми са увеличената честота и неотложност на уринирането. Паралелно с тях се появяват и затруднения в започването на уриниране, запъване, изпускане, усещане за незавършеност, като понякога се наблюдава и задържане. При наличие на задържане се развиват и вторични инфекции на проводните пътища.
В процеса на уриниране са въвлечени множество корови и подкорови структури, така че симптомите се проявяват в зависимост локацията на лезиите в ЦНС.
Лечението е насочено в няколко насоки: облекчаване на симптомите на уринарната дисфункция, лечение на вторичните инфекции, редукция на фактори водещи към усложнения и превенция на бъбречната функция. Лечението може да се насочи в две насоки: медикаментозно и немедикаментозно.
Медикаментозното лечение силно зависи от произхода и вида на дисфункцията. Няколко примера за използвани медикаменти са: алфузозин при задържане, троспиум и флавоксит при невъзможност за задържане и неотложност, десмопресин при ноктурия.
Немедикаментозната терапия включва тренировки и стимулация на мускулатурата на тазовото дъно, песари, а понякога периодична катетеризация.

### Познавателна способност
Някои от най-често срещаните проблеми засягат краткосрочната памет, вниманието, способността за пространствено виждане, способността и скоростта за извършване на всякаква дейност. Други свързани симптоми са емоционална нестабилност, лесна физическа уморяемост, както и прострация (неврологична умора). Познавателният дефицит е независим от физическата неспособност и може да се срещне и при липсата на неврологична дисфункция. Тежките увреди са значима предпоставка за влошаване на качеството на живот, загуба на работа, стрес за околните, неспособност за шофиране; ограничения в социалния живот и трудовата активност. Тези фактори от своя страна водят до значително влошаване на състоянието и обостряне на симптоматиката на пациентите.
Познавателни увреждания се установяват при 40 – 60% от болните от МС, като най-нисък процент се наблюдава при пациенти лекувани в комунални условия, а най-висок при хоспитализирани. Понякога когнитивна дисфункция може да се появи още в началото на заболяването. Вероятността за наличие на МС след първата когнитивна атака, но преди втората, е 50%. Рядко се среща деменция, като се установява само при 5% от пациентите.
Степента на тъканна атрофия добре корелира с когнитивната дисфункция и може да се използва за предвиждането ѝ. Неврофизиологичните последствия са в линейна корелация с подкоровата атрофия. Познавателните проблеми са резултат не само на тъканната увреда, но и на регенерацията и адаптивната функционална реорганизация. Неврофизиологичните тестове са важни за определяне на обхвата на когнитивните нарушения. Рехабилитацията може да помогне за спиране или възстановяване от когнитивните увреждания, макар че изследванията в тази област са все още незадоволителни. Инхибиторите на ацетилхолинестеразата са основните медикаменти при лечението на деменцията съпровождаща болестта на Алцхаймер, като вероятно имат потенциал за лечението на когнитивните разстройства. Установено е, че са ефективни при проведените предварителни клинични изпитвания.

### Емоционални
Емоционалните симптоми често съпътстват заболяването, като е прието, че те са последствие както на инвалидизацията на пациентите, така и на увреждания на специфични области от ЦНС отговорни за емоциите.
Депресията е най-често срещаното невропсихично състояние. Перманентна депресия се установява при 40 – 50% и 12-месечна при около 20% като това са стойности типични за болни от МС и са значително по-високи от средните за популацията, както и от тези на хора страдащи от други хронични заболявания. Изследвания чрез образна диагностика установяват известна корелация между депресията и лезиите в определени области на мозъка, като е установена връзка с невропатологията в левия преден слепоочно-теменен регион.
Често срещани са и агресия, тревожност, фрустрация, отчаяние. Реална опасност за пациентите представлява възможността за самоубийство, което е и причината за смъртта на 15% от страдащите от множествена склероза.

### Прострация
Прострацията е често срещата и една от причините за инвалидизация при МС, като същевременно е в тясна връзка с депресивната симптоматика. При редукция на депресията прострацията също намалява, като е препоръчително пациентите да бъдат извадени от депресията преди да се започнат други терапевтични мероприятия. Също така други фактори като лош сън, хронична болка, еднообразна храна и дори някои медикаменти могат да спомогнат за засилване на прострацията. Съществуват различни медикаменти за лечение на прострацията като амантадин или пемолин; както и енергощадящи физиологични интервенции. Тази терапия обаче не е особено ефективна и прави прострацията трудна за контрол. Чрез използването на ядрен магнитен резонанс са установени специфични области от мозъка, имащи отношение към прострацията.

### Интернуклеарна офталмоплегия
Интернуклеарна офталмоплегия е разстройство на координираното насочване на погледа. Увреденото око изпитва затруднения при аддукцията (завъртане навътре, привеждане). Другото око се отклонява при връщането си чрез абдукция (завъртане навън), което води до диплопия; при екстремна абдукция, може да се наблюдава компенсаторен нистагъм при партниращото око. Диплопията е двойно виждане, докато при нистагмус има неволево трептене на погледа.
Интернуклеарна офталмоплегия се появява, когато МС засегне част от мозъчния ствол наречен Fasciculus longitudinalis medialis, която е отговорна за координацията на двете очи, като свързва отвеждащото ядро с окуломоторното ядро. Това води до неспособност на вътрешния прав мускул да се съкращава правилно и така очите не се движат синхронно.
За подобряване на симптомите могат да се използват различни медикаменти и компенсаторни механизми като призматични стъкла. В някои случаи подходяща е и оперативна интервенция.

### Ограничения в подвижността
Ограниченията в подвижността са чести при пациенти с МС. За десет години от началото на заболяването една трета от пациентите достигат ниво 6 от Скалата за оценка на инвалидния статус (СОИС), изискващо едностранна помощ при ходене. За 30 години този процент достига 83 на 100 от болните. При пациентите с прогресивна форма на МС за 5 години СОИС достига ниво шест при половината от пациентите.
Съществува широка област от увреждания при страдащите от МС, които самостоятелно или в комбинация въздействат върху баланса, функционалността и подвижността на болните. Тези увреждания включват прострация, мускулна слабост, хипертония, нарушен баланс, атаксия и тремор.

### Възпаление на очния нерв
До 50% от пациентите с МС претърпяват епизод с възпаление на очния нерв. Освен това през 20% от времето на развитие на болестта се наблюдава очен неврит. Наличието на лезии в бялото мозъчно вещество, видими с ЯМР, едновременно с наличието на очен неврит, е най-силният предвестник за развитие на клиничната диагноза множествена склероза. Почти половината от пациентите с очен неврит имат лезии в бялото мозъчно вещество, дължащи се на МС.
30% от пациентите развиват МС през следващите пет години независимо от наличието на лезии. Пациенти с нормален ЯМР профил все пак заболяват (16%), но рискът е значително по-малък в сравнение с пациентите имащи три или повече лезии (51%). От друга страна 44% от пациентите с каквито и да е лезии от демиелинизация не развиват МС през следващите 10 години.
Възпалението на очния нерв е съпроводено от болка при движение на окото, следвана от замъглено зрение в част или в цялото зрително поле. Понякога може да има светкавички и отблясъци. Възпалението на оптичния нерв води до загуба на зрението най-често чрез оток и разрушаване на миелиновата обвивка, покриваща Nervus opticus.
Замъгленото зрение обикновено отшумява в рамките на десетина седмици, но често пациентите остават с намалено цветно зрение, особено за червено.
Системното лечение с кортикостероиди може да ускори възстановяването на очния нерв, предотвратявайки пълната загуба на зрение и забавяйки развитието на другите симптоми.

### Болка
Болката е обичаен симптом при МС срещащ се при 55% от пациентите през някои етапи от развитието на болестта, като честотата нараства с напредване на заболяването. Болката е силна и пречеща и има пагубен ефект върху качеството на живот и менталното здраве на болните. Обикновено се появява при наличието на лезии на възходящите и низходящите пътища, пренасящи сигналите за болка. Най-често се съобщава за главоболие (40%), дизестезна болка на крайниците (19%), болки в гърба (17%) и болезнени спазми (11%). Острата болка се дължи на възпаление на очния нерв, невралгия на троичния нерв, Лермитови симптоми или дизестезия. Подострата болка е вторична при МС и може да е последствие от прекарването продължително време в една поза, задържане на урина или инфектирани кожни язвички. Хроничната болка е често срещана и по-трудна за лечение.

#### Невралгия на троичния нерв
Невралгия на троичния нерв е разстройство в троичния нерв (N. trigeminus), което води до епизоди на интензивна болка в очите, устните, скалпа, челото, челюстта, като засяга около 1 – 2% от пациентите. Епизодът на болка се появява внезапно, като пациентите описват как части от лицето им стават толкова чувствителни, че всяко докосване и дори движение на въздуха около тях води до болка. Обикновено се лекува успешно с антиконвулсанти като карбамазепин или фенитоин, макар че и други като габапентил също могат да бъдат използвани. Когато медикаментите не са ефективни, може да се прибегне до хирургична намеса. Извършени са експерименти чрез глицеролова ризотомия (оперативно инжектиране на глицерол в нерва), макар че има спор около позитивите и възможните рискове за пациентите при подобна интервенция.

#### Лермитови симптоми
Лермитови симптоми са чувство на „мравучкане“ протичащо надолу по гърба, като достига крайниците. Получава се при навеждане на главата напред. Тези признаци предполагат наличието на лезии в задните колони на шийния дял на продълговатия мозък, значително корелиращи с шийни аномалии при ЯМР. Между 25 и 40% от пациентите с МС имат Лермитови симптоми по време на развитие на болестта.

#### Дизестезия
Дизестезия е неприятно усещане породено от обикновени стимули. Ненормалната сензитивност се предизвиква от лезии в периферните или централните пътища и се описва като болезнени и неприятни чувства като изгаряне, мокрота, сърбеж, електрошок или убождане. Дизестезията, както и Лермитовите симптоми, обикновено се повлияват благотворно при лечение с карбамазепин, хлоразепам или амитриптилин.

### Сексуални смущения
Сексуалните смущения са сред многото симптоми проявяващи се при хора с диагноза МС. Сексуалните смущения при мъжете се изразяват в еректилни и еякулационни нарушения. Разпространението им сред мъжете с МС варира от 75 до 91%. Сексуалните нарушения може да се дължат на промяна в рефлекса на еякулация, резултат от неврологичното състояние при множествена склероза.

### Спастичност
Спастичността се характеризира с нарастваща скованост и забавяне на движенията на крайниците и затруднения при заемане на определени пози. Наблюдават се и слабост при волевите мускулни движения, както и болезнени спазми на крайниците. Физиотерапията може да помогне за намаляване на спастичността на мускулите и избягване на развитието на контрактури чрез пасивно разтягане. Има доказателства, макар и ограничени, за клиничен ефект на екстракти от тетрахидроканабинол и канабидиол, баклофен, дантролен, диазепам и тиназидин. При усложнени случаи се използват интратекални инжекции с баклофен.

### Трансверзален миелит
Трансверзалният миелит е патологичен процес на възпаление на гръбначния мозък. Някои от пациентите с МС бързо развиват симптоматика с мускулна вкочаненост, слабост, ректална и пикочна дисфункция и/или загуба на мускулната функция, обикновено в долната част на тялото. Това състояние е следствие от атаката на МС върху гръбначния мозък. Симптомите се проявяват от мястото (нивото) на засягане по протежение надолу по гръбначния мозък.
Прогнозата не е особено благоприятна и рядко се достига до пълно възстановяване. Възстановяването от трансверзален миелит обикновено започва от две до дванадесет седмици след развитието му и може да продължи до две години. Приблизително 80% от пациентите не успяват да се възстановят напълно и остават с частични увреждания.

### Тремор и атаксия
Треморът и атаксията са често срещани при пациентите с МС, с честота от порядъка на 25 до 60%. Тези симптоми са силно смущаващи и затрудняващи дейността на пациентите, като в същото време почти не се подават на контрол и лечение. Трудно е да бъде определен произходът на тремора при МС, но най-вероятно се дължи на комбинация от различни фактори като увреждане на връзките в малкия мозък, мускулната слабост, спастичност и други.
Много и различни медикаменти са изпробвани за лечение на тремора, но успехът е частичен и незадоволителен. Съобщава се за няколко медикамента, чрез които се постига известно облекчение на симптомите. Сред тях са: изониазид, карбамазепин, пропранолол, глутетимид, като публикуваните доказателства за успешно лечение са ограничени. Физиотерапията не помага за лечение на тремора и атаксията, но употребата на ортопедични пособия може да помогне в известна степен. Като пример може да се посочи употребата на накитници с тежести, които придават инерция на движението и редуцират тремора.
При липса на успех при консервативните начини на лечение, пациентите могат да бъдат подложени на хирургическа интервенция на таламуса. Тази интервенция може да бъде таламотомия (отстраняване на част от таламуса) или имплантирането на таламичен стимулатор. Усложненията и влошаването на атаксията, дизартрията или хемипарезата са нерядко срещани (30% при таламотомия и 10% при дълбока мозъчна стимулация).

## Диагностициране
Множествената склероза е трудно за диагностициране заболяване, поради голямото сходство на признаците и симптомите ѝ с тези на други клинични състояния. Създадени са критерии за диагностициране, с които процесът да бъде ускорен и улеснен, особено в началните етапи от протичането на болестта. В ретроспективен план популярни са били критериите на Шумахер и критериите на Позер.
Понастоящем се използват критериите на Макдоналд, които се фокусират върху установяването на клинични, лабораторни и радиологични данни за демиелинизация, бидейки неинвазивен метод за диагностициране. Някои специалисти отстояват мнението, че МС може да бъде доказана еднозначно само след аутопсия или понякога биопсия, където характерните за МС лезии могат да бъдат детектирани чрез хистологични техники.
Клиничните данни сами по себе си могат да бъдат достатъчни за поставяне на диагноза МС, ако потърпевшите са имали епизоди със самостоятелни неврологични симптоми характерни за МС. Когато хората потърсят медицинска помощ още след първата атака, специализирани тестове могат да ускорят и улеснят поставянето на акуратната диагноза. Най-често използваните методики за диагноза са невровизуализация, анализ на ликвор и индукционен потенциал. Чрез ЯМР могат да се видят зоните на демиелиниация (лезии) в главния и гръбначния мозък. Чрез интравенозно внасяне на гадолиний се визуализират активните плаки, а при елиминирането му се установяват и старите лезии, които нямат отношение към симптомите, проявени при изследването. Изследването на ликвора, взет чрез лумбална пункция, може да индикира наличието на хронично възпаление в централната нервна система. Ликворът се изследва чрез електрофореза за наличие на олигоклонални клъстери от IgG, които са маркер за възпалителен процес и се откриват при 75 – 85% от пациентите с МС. Нервната система на човек, покосен от МС, реагира по-слабо при стимулация на оптичния нерв и сетивните нерви, поради демиелинизацията на нервните пътища. Мозъчните реакции могат да се изпитат чрез измерване на визуалния индукционен потенциал и сензиторния индукционен потенциал.

## Прогноза
Прогнозата (очакваното бъдещо развитие на болестта) при засегнати от МС зависи от формата на заболяването, както и от пола, възрастта, началните симптоми и степента на инвалидизация на пациентите. Болестта се развива и напредва в продължение на десетилетия, като средната продължителност на живот след заболяване е 30 години.
Женски пол, пристъпно-ремитентна форма, възпаление на очния нерв или сензорни симптоми в началото, малко на брой рецидиви през началните години и ранна възраст на заболяване са свързани с по-благоприятна прогноза.
Очакваната продължителност на живота при хора с МС е с 5 до 10 години по-ниска от тази при здравите. Почти 40% от пациентите достигат 70 години. Въпреки това две трети от причините за смърт при пациентите са свързани директно с последствия от болестта. Самоубийствата са по-силно застъпени на фона на общата популация, а усложненията и инфекциите са особено рискови при по-засегнатите пациенти.
Макар че повечето болни са загубили способността си да ходят при терминалната фаза, 90% са все още способни на самостоятелно придвижване десет години след като са покосени и 75% – след 15 години.

## Лечение
Въпреки че все още не е открит лек срещу множествената склероза, няколко вида терапии се ползват с доказан успех. Основните цели на тези терапии са да възстановят компрометираните след атака функции, да предотвратят нови атаки и да предпазят от инвалидизация потърпевшите. Както много други медикаменти, така и тези, използвани при лечението на МС, имат редица нежелани странични ефекти. Някои пациенти прибягват към помощта на алтернативната медицина, но за тези случаи липсват сериозни поддържащи научни изследвания.
| Генерика                                                         | Източник                        |
| ---------------------------------------------------------------- | ------------------------------- |
| Основна терапия                                                  |                                 |
| Интерферон                                                       | [ 135 ] [ 136 ] [ 137 ] [ 138 ] |
| Глатирамер ацетат                                                | [ 139 ] [ 140 ] [ 141 ] [ 142 ] |
| Алтернативна терапия (въз основа на противопоказания за лечение) |                                 |
| Азатиоприн                                                       | [ 143 ]                         |
| Имуноглобулин                                                    | [ 144 ]                         |
| Ескалационна терапия                                             |                                 |
| Натализумаб                                                      | [ 145 ]                         |
| Митоксантрон                                                     | [ 146 ]                         |
| Циклофосфамид                                                    | [ 147 ]                         |
| Циклоспорин                                                      | [ 148 ]                         |
| Метотрексат                                                      | [ 149 ]                         |
| Дексаметазон                                                     | [ 150 ] [ 151 ] [ 152 ] [ 153 ] |
| Триамцинолон ацетонид                                            | [ 154 ] [ 155 ] [ 156 ] [ 157 ] |
| В клинично изпитване                                             |                                 |
| Терифлуномид                                                     | [ 158 ] [ 159 ] [ 160 ] [ 161 ] |
| Алемтузумаб                                                      | [ 162 ] [ 163 ]                 |
| Даклизумаб                                                       | [ 164 ]                         |
| MBP8298                                                          | [ 165 ]                         |
| Ритуксимаб                                                       | [ 166 ]                         |
| BHT-3009                                                         | [ 167 ]                         |
| Кладрибин                                                        | [ 168 ]                         |
| BG-12                                                            | [ 169 ]                         |
| Естриол                                                          | [ 170 ]                         |
| FTY720                                                           | [ 171 ] [ 172 ]                 |
| Лаквинимод                                                       | [ 173 ] [ 174 ] [ 175 ] [ 176 ] |
| Миноциклин                                                       | [ 177 ]                         |
| Статин                                                           | [ 178 ]                         |
| Темсиролимус                                                     | [ 179 ]                         |
| Дирукотид                                                        | [ 180 ]                         |

### Остри атаки
При обостряне на симптоматиката, рутинна процедура е интравенозното прилагането на високи дози кортикостероиди, като метилпреднизолон, за справяне с рецидива. Въпреки ефективността за облекчаване на симптомите в краткосрочен план кортикостероидното лечение не указва значимо влияние за дългосрочното възстановяване. Интравенозното и прилагането per os са еднакво ефикасни. За преодоляване на последствията от рецидиви, които не се повлияват от кортикостероидната терапия, може да се прибегне до плазмафереза.

### Потискащо заболяването лечение
През 2010 г. в САЩ, от 2011 г. и в Европа е одобрен за лечение на МС fingolimod, имуномодулатор извлечен от гъбата Isaria sinclairii.
От 2009 г. са одобрени пет потискащи заболяването лечения от регулаторните агенции на някои държави (предимно Северна Америка и Европа). Първите два са интерферон beta-1a и интерферон beta-1b. Третият медикамент е глатирамер ацетат, нестероиден, неинтерферонен имуномодулатор. Четвъртият – митоксантрон, е имуносупресор, използван също и при химиотерапия за лечение на рак. Петият е хуманизирано моноклоналното антитяло natalizumab срещу адхезивната молекула α4-интегрин. Интерфероните и глатирамер ацетатът се прилагат чрез многократни инжекции: веднъж дневно за глатирамер ацетат и веднъж седмично, но мускулно, за интерферон beta-1b. Natalizumab и митоксантрон се прилагат венозно на месечен интервал.
И петте медикамента имат умерена ефективност при потискане на честотата на атаките при пристъпно-ремитентната форма, като капацитетът на интерфероните и глатирамер ацетата е по-спорен. Все още липсват проучвания за дългосрочната им ефективност. Сравнението между имуномодулаторите (без митоксантрон) показва, че най-ефективен е натализумаб както в контекста на редуциране на честотата на рецидивите, така и в забавянето на развитието на болестта. Възможно е митоксантронът да е най-ефикасен от всички, но той не е разглеждан като вариант при дългосрочна терапия, заради ограничаващи употребата му странични ефекти. Най-ранната клинична проява на пристъпно-ремитентна множествена склероза е клинично изолираният синдром (clinically isolated syndrome, CIS). Прилагането на интерферони по време на началната атака намалява вероятността пациентът да развие МС.
Лечението на прогресивната форма е по-затрудняващо от това на пристъпно-ремитентната МС. Митоксантронът показва положителен ефект при пациенти с вторично прогресивна и пристъпно-прогресивна форма. Умерено ефективен е при редуцирането на рецидивите в краткосрочен план, както и при забавянето на прогреса на заболяването. Не е открито лечение, което да повлиява съществено първично-прогресивната форма на МС.
Както повечето медикаменти, така и тези имат редица странични ефекти. Един от най-често срещаните е сърбеж в зоната на поставяне на инжекциите при глатирамер ацетат и интерферон. С времето се образува видима вдлъбнатина на мястото на поставяне, дължаща се на локалното разрушаване на мастната тъкан, липоатрофия. Интерфероните предизвикват появата на симптоми подобни на грипа. Някои пациенти, лекувани с глатирамер, получават реакции след инжектирането като зачервяване, стягане в гърдите, сърцебиене, задух, тревожност, които обикновено отшумяват в рамките на половин час. По-опасни, но много по-рядко срещани са увреждане на черния дроб от интерфероните, кардиотоксичност, безплодие и остра миелоидна левкемия митоксантрон, и предполагаема връзка между натализумаб и някои случаи на прогресивна мултифокална левкоенцефалопатия.

### Справяне с ефектите на МС
Потискащото заболяването лечение забавя развитието на болестта, но не го спира. С напредване на множествената склероза, симптоматиката са увеличава и обостря. Болестта е съпроводена от многообразни симптоми и функционални дефицити, които водят до редица прогресиращи увреждания и инвалидизация. Затова справянето с тези дефицити е много важно. Медикаментозната терапия, както и неврорехабилитацията, облекчават бремето на някои симптоми, но не повлияват напредването на болестта. Някои симптоми като инконтиненция и спастичност се повлияват добре от медикаментите, много други обаче са по-трудни за контролиране. Както при другите пациенти с неврологични увреждания, мултидисциплинарният подход е ключов за подобряването на качеството на живота. Трудно обаче се определя „ударната група“ от специалисти, защото пациентите с МС имат нужда от почти всички видове медицинска помощ едновременно. Мултидисциплинарните програми за рехабилитация повишават активността и съучастието на пациентите, но не повлияват нивото на увреждане.
В ретроспективен план болни от МС са съветвани да ограничават физическата натовареност поради риск от влошаване на симптомите. Под контрола на физиотерапевт физическата активност е безопасна и има доказано благотворен ефект върху пациентите с МС. Научни изследвания потвърждават ролята при възстановяването при физическа активност и подобряване мускулната сила, подвижността, психическото състояние, чревното здраве, общото състояние и качеството на живот. Все пак, особено важно е пациентът да не се преуморява и да не прегрява по време на тренировките. Физиотерапевтите се нуждаят от експертна оценка на състоянието, за да направят подходяща рехабилитационна програма. В зависимост от пациента упражненията може да включват тренировки за издръжливост, ходене, плуване, йога, тай чи и други. Назначаването на подходяща и безопасна програма трябва да е внимателно подбрана за всеки пациент индивидуално, като са взети предвид всички противопоказания и предпазни мерки.

### Алтернативно лечение
Както при повечето хронични заболявания, пациентите се обръщат за помощ към алтернативната медицина, която често не е подплатена с клинични и научни аргументи. Примери: диета на Суанк, билколечение (включително и употребата на медицински канабис), хипербарно оксигениране и самозаразяване с анкилостома (известно като хелминтна терапия).

## Множествена склероза в България
Като представители на европеидната раса и живеещи в умерения климатичен пояс гражданите на България попадат в една от най-уязвимите групи. По официални данни от 1984 г. броят на болните от МС е 4000 души. Оттогава насам не се води точна статистика за болните в България. По неофициални данни от различните регионални болнични регистри засегнатите от МС са около 7000 – 8000. Заболеваемостта се оценява 1,03 от 100 000 население. Средно на година се установяват по 80 нови случая.
Специализирани центрове за рехабилитация и лечение на МС в България няма. Ползват се различни такива според клинична пътека: общински, санаториални по НОИ и други. По отношение на нормативна уредба, гарантираща правата на труд на хора с МС, то това би следвало да бъде Наредба № 5 на МЗ от 20.02.1987 г. за болестите, при които работниците, боледуващи от тях, имат особена закрила съгласно чл. 333, ал. 1 от Кодекса на труда, в която обаче МС все още не е включена, както и Наредба за определяне на видовете работи, за които се установява намалено работно време.
Към началото на 2013 г. Министерството на здравеопазването е направило проект за промяна на Наредба № 5, в която множествената склероза е включена като диагноза със защита от уволнение. Предстои проектът на документа да се разгледа на заседание на Тристранния съвет към Министерски съвет съвместно с профсъюзи и работодателски организации. След това да бъде внесен за гласуване на заседание на Министерския съвет.

## Историческа справка
Френският невролог Жан Шарко (1825 – 1893) е първият, който разпознава множествената склероза като отделно заболяване през 1868 г. Осланяйки се на предишни съобщения, както и на собствените си клинични и физиологични наблюдения, Шарко нарекъл новата болест sclerose en plaques. Трите симптома на МС известни днес като триадата на Шарко са нистагмус, тремор и телеграфна реч, макар че те съвсем не са уникални за МС. Шарко забелязва и промените в когнитивните способности на пациентите си, като ги описва като „със значително отслабена памет“ и „бавно схващащи“.
Още преди Шарко, Роберт Карсуел (1793 – 1857), британски професор по патология и Жан Крьовел (1791 – 1873), френски професор по патоанатомия, са описали и илюстрирали много от клиничните особености на болестта, но не успяват да я идентифицират като отделно заболяване. Шарко описва уврежданията, които установява като „забележими лезии по гръбначния мозък придружени от атрофия“. През 1863 г. швейцарският патолог Георг Едуард Риндфлайш (1836 – 1908) наблюдава под микроскоп възпалителни лезии, разпръснати около кръвоносните съдове.
След откритието на Шарко други учени, Йожен Девич (1858 – 1930), Жозеф Бало (1895 – 1979), Пол Фердинанд Шилдер (1886 – 1940) и Ото Марбург (1874 – 1948) описват различни форми на заболяването. През целия 20 век теоретичните познания за етимологията и патогенезата на МС се развиват и обогатяват, но едва през деветдесетте започва да се появява ефикасно лечение.

## Световен ден на множествената склероза
Световният ден на множествената склероза е инициатива на Международната Федерация по множествена склероза и нейните регионални МС-общества по държави. Световният МС ден е създаден, за да популяризира проблемите съпътстващи множествената склероза, ролята на МС обществата и глобалното МС движение. За първи път се отбелязва през 2009 г., като оттогава се провежда ежегодно през последната сряда на месец май.